# Soleá Morente
María Soledad Morente Carbonell, mieux connue sous le nom de scène Soleá Morente, est une musicienne, chanteuse et actrice espagnole.

## Biographie
Bien qu'elle soit née à Madrid, elle grandit à Grenade et vit entre le quartier de l'Albaicín et Madrid. Elle est la deuxième fille du chanteur de flamenco Enrique Morente et de la danseuse Aurora Carbonell. Sa sœur aînée Estrella Morente, star du flamenco, et son frère cadet, José Enrique (Kiki) Morente, sont également chanteurs. Elle est la nièce du guitariste José Carbonell « Montoyita » et du chanteur Antonio Carbonell.
Dès son plus jeune âge, elle fait partie de la tradition flamenco familiale et collabore en tapant des mains, en chantant et en faisant des chœurs dans de nombreux albums de son père et de sa sœur. Sa première collaboration enregistrée date de 1991 sur l'album Misa flamenca d'Enrique Morente. Après avoir terminé ses études de philologie hispanique, elle prépare son premier album solo avec son père. Le projet est interrompu après le décès de son père à la fin de l'année 2010.
En 2011, Jota, Antonio Arias, Florent Muñoz et Eric Jiménez, des groupes grenadins Los Planetas et Lagartija Nick, forment le groupe Los Evangelistas pour rendre hommage à Enrique Morente. En 2012, ils sortent l'album Homenaje a Enrique Morente, dans lequel Soleá collabore en tant que chanteuse sur les titres Yo poeta decadente et La estrella. En 2013, Los Evangelistas sortent l'EP Encuentro, cette fois-ci avec Soleá au chant sur tous les titres. La même année, elle fait ses débuts en tant qu'actrice dans la pièce Yerma de Miguel Narros.
En 2014, elle reprend le projet de son premier album et le 30 octobre 2015, elle sort Tendrá que haber un camino, son premier album solo avec des collaborations avec La Bien Querida, Los Planetas et Lagartija Nick. L'album comprend également deux compositions posthumes d'Enrique Morente. En 2018, avec Marina Carmona, elle s'associe à la Fundación Secretariado Gitano pour lancer #GitanasEnEstéreo, une campagne en faveur de l'égalité des femmes roms.
En 2020, elle sort son troisième album, Lo que te falta, un album de réaffirmation, de maturité et de développement. Pour la première fois, Soleá Morente joue un rôle de premier plan dans la composition de certaines chansons de l'album, aux côtés d'Ana Fernández-Villaverde (La Bien Querida), de David Rodríguez (La Estrella de David) et de J (Los Planetas). En 2021, elle sort son quatrième album, Aurora y Enrique, dédié à ses parents. Au printemps 2021, elle enregistre la série documentaire Caminos del flamenco, diffusée sur TVE, consacrée au monde de l'art flamenco, à laquelle elle participe pour la première fois en tant que présentatrice, aux côtés de Miguel Poveda, le documentaire est diffusé par La 2 de TVE. En 2022, trois de ses chansons font partie de la bande originale du film valencien El que sabem. En 2023, elle dirige et présente le programme de Radio 3 : Cariño, sabes que soy de otro planeta.

## Distinctions
Soleá est récompensée ex aequo le 8 juin 2018 lors des Prix de la Fondation Princesse de Gérone avec le Prix FPdGi Arts et Littérature 2018 (FPdGi Artes y Letras 2018). Selon les termes mêmes de la Fondation, la chanteuse est récompensée « pour être une artiste totalement authentique qui a su extraire le meilleur de la tradition flamenca et le fusionner avec d'autres genres tels que la pop et le rock. Soleá se distingue par sa capacité entrepreneuriale à mener des projets musicaux dans un monde souvent difficile pour les femmes »,,,.
Elle reçoit aussi l'Ojo crítico, de la Radio Nacional de España, dans la catégorie « musique moderne » (2019).

## Discographie

### Albums studio
- 2015 : Tendrá que haber un camino (El Volcán Música / Octubre, Sony Music)
- 2018 : Ole Lorelei (El Volcán Música / Octubre, Sony Music)
- 2020 : Lo que te falta (Elefant Records)
- 2021 : Aurora y Enrique (Elefant Records)
- 2024 : Mar en calma (Discos Probeticos)

### Singles
- 2015 : Si tú fueras mi novio (avec Los Evangelistas) (El Volcán Música)
- 2015 : La ciudad de los gitanos / Nochecita Sanjuanera (vinyle, El Volcán Música)
- 2015 : Todavía (El Volcán Música)
- 2016 : Sangre y alquitrán (Sony Music)
- 2018 : Ya no solo te veo a ti (vinyle, El Volcán Música / Sony Music)
- 2018 : Olelorelei (El Volcán Música / Sony Music)
- 2019 : No puedo dormir (Elefant Records)
- 2019 : Cosas buenas (Elefant Records)
- 2020 : Viniste a por mi (Elefant Records)
- 2020 : Ducati (Elefant Records)
- 2020 : Lo que te falta (Elefant Records)
- 2021 : Iba a decírtelo (Elefant Records)
- 2021 : Ayer (Elefant Records)
- 2022 : No pensar en ti (avec La Casa Azul) (Elefant Records)
- 2022 : El pañuelo de Estrella (avec Estrella Morente) (Elefant Records)
- 2022 : Domingo (avec Isabel Cea) (Elefant Records)
- 2022 : Vamos a olvidar (avec La Casa Azul) (Elefant Records)
- 2023 : Sembré una esperanza (Elefant Records)
- 2023 : Gitana María (Elefant Records)
- 2024 : Mi vida es para mí (Elefant Records)
- 2024 : Ahora o nunca (con La Casa Azul) (Elefant Records)
- 2024 : I'm a Fool to Want You (Discos Probeticos)
- 2024 : Con los nudillos (Elefant Records)

### Avec d'autres groupes
- 2012 : Los Evangelistas - Homenaje a Enrique Morente (Soleá canta dos temas)
- 2013 : Los Evangelistas - Encuentro (EP)
- 2020 : Prado Negro - Las Mimbres